# 세레비
| 번호: 251 | 타입: 에스퍼 / 풀 | 진화하지 않음 |

《세레비》(セレビィ 세레비[*], 영어: Celebi)는 포켓몬스터 시리즈에 등장하는 가공의 캐릭터(몬스터)이다.

## 특징
큰 눈동자와 작은 날개가 달린 요정같은 모습. 머리에는 2개의 더듬이가 있다. 시간을 초월하는 힘을 사용한다. 평화로운 시대에만 모습을 보인다고 한다. 미래 세계에서 포켓몬의 알을 가져오기도 한다.

## 게임에서의 세레비
뮤와 같은 환상의 포켓몬이다.
일본판 《포켓몬 콜로세움》의 예약 특전 디스크를 사용하면 GBA판 포켓몬스터로 세레비를 전송 할 수 있다.
《포켓몬 불가사의 던전 파랑 구조대/빨강 구조대》에서는 레벨 1에서 시작하며 아이템을 반입할 수 없는 최고 난이도의 던전인 '청정숲'의 99층에 등장한다. 첫회 클리어시에 동료가 된다.
《대난투 스매시 브라더스 DX》와 《대난투 스매시 브라더스 X》에서는 몬스터 볼에서 낮은 확률로 출현하여 하늘로 날아가면서 피겨를 떨어뜨리고 간다.
포켓몬GO에서도 등장하며 2022년 GO TOUR:성도 리서치에 등장하여 레거시 '매지컬 리프'를 배우고있다.

## 애니메이션에서의 세레비
《포켓몬스터 AG》155화에 등장. 산불에 의해 다친 세레비를 지우 일행이 돕는다.
《포켓몬스터 사이드 스토리》11화에 등장하여 훈이를 과거의 세계로 보내기도 한다.

## 그 외에서의 세레비
- 극장판 《세레비 시간을 초월한 만남》에 등장. 40년 전, 숲에서 헌터에 쫓기던중 용호에 의해 도움을 받아 40년 후, 즉 현재의 포켓몬 세계에 온다.
- 극장판 《환영의 패왕 조로아크》에 등장. 바커경기가 열리는 크라운시티에서 마을의 식물이 말라죽는 일이 있은 이후 20년만에 나타나 조로아크와 친구가 된다.

## 같이 보기
- 포켓몬스터
- 포켓몬의 목록